# Žičana rukavica
Žičana rukavica (енгл. Wired Glove ili "Dataglove" ili "Cyberglove") je ulazni uređaj namenjen interakciji čoveka i računar, nosi se kao prava rukavica.
Razne senzorske tehnologije su korišćene da uhvate fizičke podatke kao što je savijanje prstiju. Obično su detektori pokreta, kao što su magnetski prateći uređaj i inercijalni prateći uređaj, prikačeni da hvataju globalne podatke pozicije/rotacije rukavice. Potom ove pokrete interpretira softver koji dolazi uz rukavicu, i svaki pokret može da označava više stvari. Pokreti se potom mogu kategorizovati u korisne informcaije kao što su znakovni jezik ili druge simboličke funkcije. Skupe žičane rukavice mogu pružiti haptik odziv koji je simulacija dodira. Ovo omogućava da žičana rukavica bude korišćena kao izlazni uređaj. Ove rukavice su bile veoma skupe, a senzor koji prati savijanje prstiju i uređaji za praćenje su morali posebno da se kupe.
Ove rukavice se obično koriste za projekte vezane za virtuelnu stvarnost.

## Spoljašnje veze
- Glove-based input interfaces